# Maniola praehispulla
Maniola praehispulla är en fjärilsart som beskrevs av Ruggero Verity 1921. Maniola praehispulla ingår i släktet Maniola och familjen praktfjärilar. Inga underarter finns listade i Catalogue of Life.